# Progresión aritmética de segundo orden
En matemáticas, una progresión aritmética de segundo orden es una sucesión en la que las diferencias de dos términos consecutivos conforman una progresión aritmética. El término general de una progresión aritmética de segundo orden es un polinomio de segundo grado:
{\displaystyle a_{n}=an^{2}+bn+c}
siendo {\displaystyle a\neq 0}.
El término general de la diferencia de la progresión es  
{\displaystyle d_{n}=2an+a+b}

## Ejemplos
- La sucesión 3, 6, 11, 18, 27,... tiene término general {\displaystyle a_{n}=n^{2}+2} y su diferencia es {\displaystyle d_{n}=2n+1}.
- La sucesión 1, 9, 25, 49,... (cuadrados de los números impares) tiene término general {\displaystyle a_{n}=4n^{2}-4n+1}.

## Suma de términos consecutivos
La suma de los primeros {\displaystyle n} términos de una progresión aritmética de segundo orden {\displaystyle a_{n}=an^{2}+bn+c} puede calcularse mediante la fórmula 
{\displaystyle S_{n}={\frac {an^{3}}{3}}+{\frac {an^{2}}{2}}+{\frac {an}{6}}+{\frac {bn^{2}}{2}}+{\frac {bn}{2}}+cn}